# アイリッシュ海

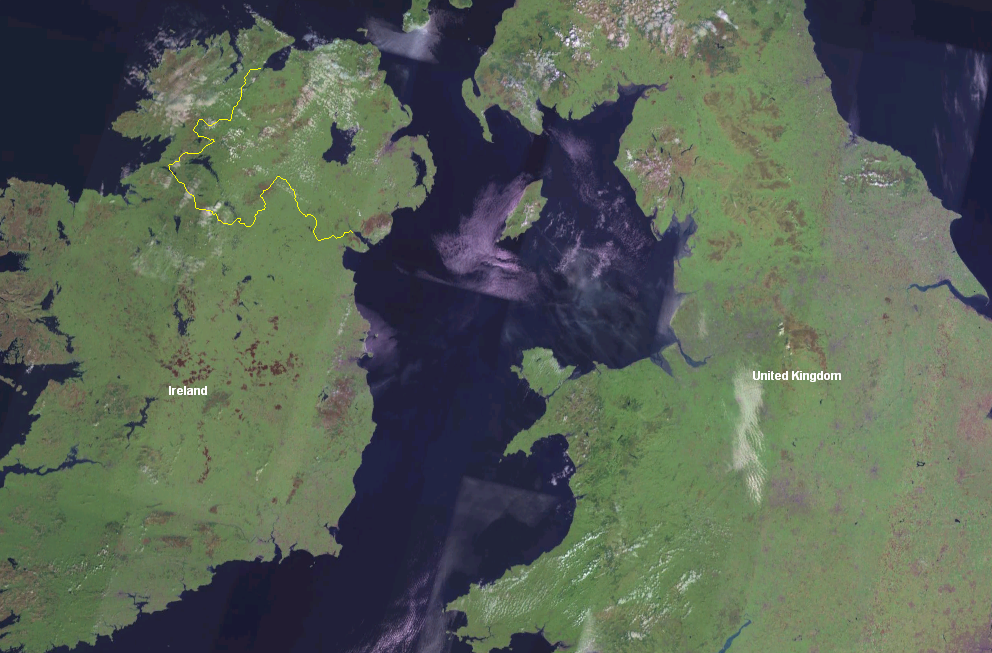
アイリッシュ海（中央）

アイリッシュ海（アイリッシュかい、アイルランド語:Muir Éireann、英語:Irish Sea、スコットランド語:Erse Sea、マン島語:Mooir Vannin、ウェールズ語:Môr Iwerddon）は、アイルランド島とグレートブリテン島を隔てている大西洋の縁海である。アイルランド海とも。大西洋とはアイルランドとウェールズ間のセントジョージ海峡で南側、アイルランドとスコットランド間のノース海峡を通して北側で繋がっている。また、アイリッシュ海の真中にはマン島が存在する。

## 歴史
最後の氷期が終わり、温暖な気候に代わった時、アイリッシュ海は最近の2万年間で一連の劇的な変化を経験した。氷河期の真っ只中には現在の海の中心部分は恐らく淡水湖であった。1万年前に氷河が後退し、湖が海と再び繋がると、塩分を含むようになり、次にかつてのように完全に塩辛くなった。

## 交通
グレートブリテン島と異なり、アイルランド島はヨーロッパ大陸とトンネルや橋で結ばれていない。このため、貨物輸送の大半は海運によっている。グレートブリテン島との間では、北アイルランドにある港は年間1000万トンにおよぶ貨物を取り扱っており、一方アイルランド共和国側にある港は年間760万トンの貨物を取り扱っている。
リヴァプール港は年間3200万トンの貨物と73万4000人の旅客を扱っている。ホーリーヘッド港は、ダブリン港とダン・レアリー港から来る旅客の大半が利用しており、また330万トンの貨物を取り扱っている。
アイルランド共和国の港は年間360万人のアイリッシュ海横断旅客が利用しており、これはアイリッシュ海を横断する全旅客の92%に達する。この数字はここ数年で着実に減少している。（1999年以来20%減）
アイリッシュ海を横断してグレートブリテン島とアイルランド島を結ぶフェリーは、スウォンジ - コーク間、フィッシュガード (Fishguard) - ロスレア (Rosslare Europort)間、ペンブローク (Pembroke) - ロスレア間、ホーリーヘッド - ダンレアリー間、ホーリーヘッド - ダブリン間、ストランレア (Stranraer) - ベルファスト間、ストランレア - ラーン (Larne)間、ケアンライアン (Cairnryan) - ラーン間などに開設されている。リバプールとベルファストの間をマン島を経由して結ぶ便や、バーケンヘッドから直行する便もある。世界最大のカーフェリー、ユリシーズ (MF Ulysses)がアイリッシュ・コンティネンタル社 (Irish Continental)によってダブリン - ホーリーヘッド間に運航されている。またスウェーデンに本社のあるステナラインもフェリーを運行している。バロー・イン・ファーネスは、イギリス最大の造船所で、またイギリス唯一の潜水艦建造所でもあるが、港としては小さい。
アイリッシュ海は、英国放送協会 (BBC)による船舶向け気象予報放送 (Shipping Forecast)で使われる海域名でもある。
アイリッシュ海トンネル (Irish Sea Tunnel)に関する提案が過去に何度も行われている。
第一次世界大戦中、アイリッシュ海はUボート通り (U-boat Alley)として有名になった。アメリカ合衆国が1917年に参戦してから、Uボートはその活動の中心を大西洋からアイリッシュ海に移した。

## 沿岸の都市
以下にアイリッシュ海沿岸に所在する主要な都市を人口順に示す。
| 順位 | 都市名                     | カウンティ （英国：州、アイル：県） | 地方                   | 人口      | 国             |
| ---- | -------------------------- | ----------------------------------- | ---------------------- | --------- | -------------- |
| 1    | ダブリン                   | ダブリン県                          | レンスター             | 1,045,769 | アイルランド   |
| 2    | リヴァプール               | マージーサイド                      | 北西イングランド       | 447,500   | イングランド   |
| 3    | ベルファスト               | アントリム県                        | アルスター             | 276,459   | 北アイルランド |
| 5    | ブラックプール             | ランカシャー                        | 北西イングランド       | 142,900   | イングランド   |
| 6    | サウスポート               | マージーサイド                      | 北西イングランド       | 99,456    | イングランド   |
| 7    | バーケンヘッド             | マージーサイド                      | 北西イングランド       | 83,729    | イングランド   |
| 8    | バンガー                   | ダウン県                            | アルスター             | 76,851    | 北アイルランド |
| 9    | バロー・イン・ファーネス   | カンブリア                          | 北西イングランド       | 71,980    | イングランド   |
| 10   | ウォラシー                 | マージーサイド                      | 北西イングランド       | 58,710    | イングランド   |
| 11   | モアカム                   | ランカシャー                        | 北西イングランド       | 45,000    | イングランド   |
| 12   | リザム・セント・アンズ     | ランカシャー                        | 北西イングランド       | 41,330    | イングランド   |
| 13   | ドラハダ                   | ラウス県                            | レンスター             | 35,090    | アイルランド   |
| 14   | ダンドーク                 | ラウス県                            | レンスター             | 35,085    | アイルランド   |
| 15   | リル                       | デンビシャー                        | クルーイド、ウェールズ | 35,000    | ウェールズ     |
| 17   | ブレイ                     | ウィックロー県                      | レンスター             | 31,901    | アイルランド   |
| 18   | ソーントン＝クリーブリーズ | ランカシャー                        | 北西イングランド       | 31,157    | イングランド   |
| 19   | コルウィン・ベイ           | コンウェー                          | クルーイド、ウェールズ | 30,265    | ウェールズ     |
| 20   | キャリクファーガス         | アントリム県                        | アルスター             | 27,201    | 北アイルランド |
| 21   | フリートウッド             | ランカシャー                        | 北西イングランド       | 26.840    | イングランド   |
| 22   | ダグラス                   | ミドル                              | マン島                 | 26,218    | マン島         |
| 20   | ワーキントン               | カンブリア                          | 北西イングランド       | 25,978    | イングランド   |
| 23   | ホワイトヘブン             | カンブリア                          | 北西イングランド       | 25,500    | イングランド   |
| 24   | ランディドノー             | コンウェー                          | クルーイド、ウェールズ | 20,090    | ウェールズ     |

## 環境
アイリッシュ海にはウィンズケール（セラフィールド）にあるイギリスの軍用プルトニウム239核処理施設と発電所による重度の放射能汚染問題がある。生産開始からの数十年間で推定250kgものプルトニウムが海底に堆積した。

## 湾
アイリッシュ海に面した湾
- グレートブリテン島側
  - ソルウェー湾
  - モーカム湾
  - リバプール湾
  - カーディアン湾
- アイルランド島側
  - ダンドーク湾